# ريويتشي يونيياما
ريويتشي يونيياما (باليابانية: 米山 隆一) (18 فبراير 1969 في طوكيو في اليابان – )؛ هو لاعب كرة قدم سابق كان يلعب كلاعب وسط.

## وصلات خارجية
- ريويتشي يونيياما على موقع رابطة كرة القدم اليابانية للمحترفين (اليابانية)